# Ени чифлик (вилает Родосто)
Вижте пояснителната страница за други значения на Ени чифлик.
Ени чифлик, днес Йеничифлик (на турски: Yeniçiftlik) е село в Източна Тракия, Турция. Селото принадлежи административно на околия Мармара Ерейлиси, вилает Родосто.

## География
Селището отстои на 12 км от околийския център Мармара Ерейлиси и на около 30 км източно от вилаетския (областния) град Родосто (Текирдаг).

## История
Статистиката на професор Любомир Милетич от 1912 отбелязва Еничифликъ като българско село.
Българите в селото се изселват след Междусъюзническата война в 1913 година.

## В днешни дни
В днешни дни Йеничифлик е голямо и уредено село, за което спомага отличното му местоположение. Близостта до мегаполиса Истанбул, градoвете Родосто и Силиврия, международният път от Западна Европа през Балканите, Истанбул за Близкия изток и Средна Азия. Селището е заобиколето от богати почви, а в непосредствена близост е Мраморно море.
| Население по години | Население по години |
| ------------------- | ------------------- |
| 2010                | 7123                |
| 2000                | 6149                |
| 1990                | 3721                |

## Личности
- д-р Г. М. Димитров (1903-1972) – български политик
- Петър Димитров Стратиев (Абаджиев) (1908 – 1944), български партизанин[3]